# Roncaglia
Roncaglia is een plaats (frazione) in de Italiaanse gemeente Piacenza.